# 費島袋貂
費島袋貂（學名Dactylopsila tatei）是一種有袋類。它們是巴布亞新畿內亞的特有種。它們棲息在亞熱帶或熱帶的乾旱森林。